# رقصیدن (ترانه کایلی مینوگ)
«رقصیدن» تک‌آهنگی از هنرمند اهل استرالیا کایلی مینوگ است که در سال ۲۰۱۸ میلادی منتشر شد.
این تک‌آهنگ در چارت‌های سوئد، فنلاند و اسپانیا جزو ده ترانه اول قرار گرفت.